# ویکتوریا دراموند
ویکتوریا دراموند (انگلیسی: Victoria Drummond; ۱۴ اکتبر ۱۸۹۴ – ۲۵ دسامبر ۱۹۷۸) مهندس اهل بریتانیا بود. همچنین برندهٔ جوایزی همچون نشان امپراتوری بریتانیا شده است.
ویکتوریا الکساندرینا دراموند، اولین مهندس زن دریایی در بریتانیا و اولین عضو زن مؤسسه مهندسان دریایی بود. او که در تاریخ ۱۴ اکتبر ۱۸۹۴ متولد شد و در ۲۵ دسامبر ۱۹۷۸ درگذشت، در طول جنگ جهانی دوم به عنوان افسر مهندسی در نیروی دریایی تجاری بریتانیا خدمت کرد و به دلیل شجاعت در زیر آتش دشمن مورد تقدیر قرار گرفت. دراموند در طول حرفه خود در شرکت‌های معتبری همچون Blue Funnel Line, Manchester Liners، وکونارد-وایت استار لاین در دریا و همچنین در شرکت Caledon Shipbuilding & Engineering در داندی فعالیت داشت.
حرفه مهندسی دراموند با چالش‌های زیادی همراه بود، چرا که به دلیل زن بودن با تبعیض‌هایی روبرو شد. او در سال ۱۹۲۶ پس از سقوط وال‌استریت در سال ۱۹۲۹ (میلادی) به عنوان مهندس دوم واجد شرایط شد، اما هیچ شرکتی حاضر نشد او را در این جایگاه استخدام کند، بنابراین به عنوان مهندس پنجم مشغول به کار شد. از سال ۱۹۲۹ به بعد، او بارها در آزمون ترفیع به مهندس ارشد شرکت کرد، اما صرفاً به دلیل زن بودن، توسط ممتحنین هیئت بازرگانی رد شد. پس از سقوط اقتصادی جهانی پس از بحران وال استریت در سال ۱۹۲۹، دراموند برای حداقل ۱۱ سال نتوانست کاری در دریا پیدا کند و حتی پس از ورود بریتانیا به جنگ جهانی دوم در سال ۱۹۳۹ نیز تا سال ۱۹۴۰ هیچ شرکتی حاضر به استخدام او نشد.
در نهایت، دراموند با عبور از موانع پیش رویش، موفق شد آزمون مهندسی ارشد پاناما را بگذراند و مجوز مهندسی خود را دریافت کند. با این حال، حتی پس از آن نیز در سال ۱۹۴۲ مجبور شد دوباره به عنوان مهندس پنجم کار کند. او در سال‌های ۱۹۴۶ و ۱۹۵۲ به عنوان مهندس ناظر در ساخت کشتی‌های جدید برای دو شرکت کشتیرانی فعالیت کرد. از سال ۱۹۵۹ به بعد، او تنها در کشتی‌های فرسوده و قدیمی که تحت پرچم مصلحتی مانند هنگ‌کنگ ثبت شده بودند، مشغول به کار شد و در سال ۱۹۶۲ بازنشسته شد. ویکتوریا دراموند که به عنوان نماد شجاعت و پشتکار در حرفه مهندسی دریایی شناخته می‌شود، در سال ۱۹۷۸ درگذشت.

## حرفه
کیتی دراموند در سال ۱۹۱۵، زمانی که ۲۱ ساله شد، تصمیم گرفت که به آرزوی خود برای تبدیل شدن به یک مهندس دریایی برسد. او در اکتبر ۱۹۱۶ به عنوان کارآموز در گاراژ نورترن در پرت شروع به کار کرد و دستمزد هفتگی او سه شیلینگ بود که پس از کسر بیمه ملی، به نیم تاج کاهش می‌یافت. در سال دوم کارآموزی، دستمزد او به شش شیلینگ افزایش یافت. در این مدت، آقای مالکوم، سرکارگر گاراژ که خود سابقه‌ای طولانی در کشتی‌سازی و مهندسی دریایی داشت، از آموزش او حمایت کرد. همچنین، در سه شب در هفته، معلمی از کالج فنی داندی به او ریاضیات و مهندسی آموزش می‌داد.
در سال ۱۹۱۸، پس از اخراج آقای مالکوم به دلیل مستی، دراموند تصمیم گرفت گاراژ را ترک کند و با معرفی پدرش، در شرکت کشتی‌سازی و مهندسی کلدون در داندی به عنوان سازنده الگو برای ریخته‌گری فلزات شروع به کار کرد. او در سال ۱۹۱۹ به بخش تکمیل‌کاری ارتقا یافت و پس از اتمام دوره کارآموزی در سال ۱۹۲۰، به عنوان فارغ‌التحصیل مؤسسه مهندسین دریایی پذیرفته شد. او به عنوان یک کارگر ماهر در کلدون باقی ماند و سپس به دفتر طراحی منتقل شد. با کاهش سفارشات در سال ۱۹۲۲، دراموند به همراه بسیاری از کارگران دیگر از شرکت اخراج شد.
پس از ترک کلدون، دراموند با پیشنهاد قبلی هنری ورتلی برای کار در خط بلو فانل تماس گرفت، اما متوجه شد که ورتلی در سال ۱۹۱۹ فوت کرده است. با این حال، لارنس هولت به وعده او وفا کرد و دراموند را برای مصاحبه به لیورپول دعوت کرد. او ابتدا در دفتر ثبت مهندسی بلو فانل مشغول به کار شد و سپس به عنوان مهندس دهم در کشتی مسافربری «آنچایز» منصوب شد. در مدت خدمت در این کشتی، او چهار سفر به استرالیا و یک سفر به چین انجام داد. با وجود اینکه بیشتر خدمه و مسافران حضور یک زن مهندس را پذیرفته بودند، برخی از مسافران زن او را مورد تمسخر قرار می‌دادند. همچنین، در طول سفرها، یکی از مهندسان ارشد که به‌طور موقت جایگزین شده بود، او را مورد آزار قرار می‌داد. با وجود این چالش‌ها، دراموند همواره از حمایت مهندس دوم معمولی کشتی، مالکوم کوایل، برخوردار بود که از او در برابر ناملایمات دفاع می‌کرد.